# Coelalysia zambiae
Coelalysia zambiae är en stekelart som beskrevs av Fischer 2006. Coelalysia zambiae ingår i släktet Coelalysia och familjen bracksteklar. Inga underarter finns listade i Catalogue of Life.